# Rue Henri-Ranvier
Rue Henri-Ranvier är en gata i Quartier de la Roquette i Paris elfte arrondissement. Gatan är uppkallad efter den franske politikern Henri Ranvier (1857–1918). Rue Henri-Ranvier börjar vid Rue Gerbier 16 och slutar vid Rue de la Folie-Regnault 33–37.

## Omgivningar
- Saint-Jean-Bosco
- Villa de la Saulaie
- Cité Aubry
- Villa Riberolle
- Rue Lespagnol
- Cité Joly

## Bilder
| - Gatuskylt. - Saint-Jean-Bosco. |

## Kommunikationer
- Tunnelbana – linje  – Philippe Auguste
- Busshållplats Roquette – Père-Lachaise – Paris bussnät

### Webbkällor
- ”Rue Henri-Ranvier”. Mairie de Paris. https://web.archive.org/web/20150910070701/http://www.v2asp.paris.fr/commun/v2asp/v2/nomenclature_voies/Voieactu/4515.nom.htm. Läst 17 februari 2024.
- ”Rue Henri-Ranvier (11ème arrondissement)”. Les rues de Paris. https://web.archive.org/web/20160409072017/http://www.parisrues.com/rues11/paris-11-rue-henri-ranvier.html. Läst 17 februari 2024.